# ジェイス・ティングラー
ジェイス・マイケル・ティングラー（Jayce Michael Tingler, 1980年11月28日 - ）は、アメリカ合衆国ミズーリ州スミスビル出身のプロ野球監督、元プロ野球選手（外野手）。左投左打。現在は、MLBのミネソタ・ツインズでベンチコーチを務める。

## 経歴

### 現役時代
2003年のMLBドラフト10巡目（全体290位）でトロント・ブルージェイズから指名され、プロ入り。2006年までマイナー（2005年までブルージェイズ傘下、2006年はテキサス・レンジャーズ傘下）でプレーしたが、メジャー昇格は果たせず4年で引退した。

### 引退後
引退後は2007年からレンジャーズの組織内で指導者となり、傘下マイナーの監督・コーチやフィールドコーディネイターを2014年まで務めた。
2015年からはメジャーに配属され、守備コーチを2年間務めた。2017年にはGM補佐としてフロント入りするが、翌2018年9月にジェフ・バニスターが監督を解任された後にベンチコーチとして現場復帰した。オフにはレンジャーズの監督候補として面接を受けたが、就任までは至らなかった。2019年は育成コーディネイターを務めた。
2019年10月28日にサンディエゴ・パドレスの監督に就任した（3年契約）。
2021年オフに解任された。
2021年11月8日にミネソタ・ツインズのベンチコーチに就任した。

## 人物
パドレスのGMであるA.J.プレラーとはレンジャーズ傘下のマイナー選手だった頃からの付き合いである。ドミニカン・サマーリーグでの指導経験があり、スペイン語を話せる。

## 詳細情報

### 背番号
- 60（2015年 - 2016年）
- 32（2019年 - 2021年）
- 33（2022年 - ）